# Acronema schneideri
Acronema schneideri är en flockblommig växtart som beskrevs av H.Wolff. Acronema schneideri ingår i släktet Acronema och familjen flockblommiga växter. Inga underarter finns listade i Catalogue of Life.